# Messor luebberti
Messor luebberti är en myrart som beskrevs av Auguste-Henri Forel 1910. Messor luebberti ingår i släktet Messor och familjen myror. Inga underarter finns listade i Catalogue of Life.